# اکبلسهایم
اکبلسهایم (به فرانسوی: Eckbolsheim) یک کمون در فرانسه با جمعیت ۶٬۴۰۹ نفر است که در Canton of Mundolsheim واقع شده‌است.